# Herwig Paretzke
Herwig Guenther Paretzke (* 16. Februar 1944 in Bleckendorf) ist ein deutscher Strahlenphysiker. Er ist Professor an der Technischen Universität München und an der Leopold-Franzens-Universität Innsbruck.

## Wissenschaftliche Tätigkeit
Herwig Paretzke studierte nach dem Abitur am Oskar-von-Miller-Gymnasium München an der damaligen Technischen Hochschule München Physik und begann seine berufliche Karriere beim Max-Planck-Institut für Plasmaphysik in Garching. Anschließend wechselte er zur Gesellschaft für Strahlen- und Umweltforschung, dem jetzigen Helmholtz Zentrum München. Dort übernahm er die Leitung der AG Risikoanalyse im Institut für Strahlenschutz. In dieser Zeit wurde er mit einer Arbeit aus der Strahlenphysik an der Technischen Universität München promoviert. 
Im Jahr 1993 übernahm er die Leitung des Instituts für Strahlenschutz als Nachfolger von Wolfgang Jacobi. Herwig Paretzke habilitierte sich im Jahr 1999 an der Leopold-Franzens-Universität Innsbruck im Fach Strahlenphysik, Ionenphysik und Umweltphysik. An der Fakultät für Physik der Technischen Universität München ist er Honorarprofessor. Im Jahr 2009 ging Herwig Paretzke altersbedingt in Ruhestand; sein Nachfolger als Leiter des Instituts für Strahlenschutz wurde Peter Jacob.
Ihm wurde die Hanns-Langendorff-Medaille des Jahres 2022 zuerkannt.

## Mitgliedschaft in fachlichen Organisationen
Herwig Paretzke war ab 1999 Leiter des Fachverbands Strahlen- und Medizinphysik der Deutschen Physikalischen Gesellschaft. Von 1987 bis 2016 war er Mitglied in der International Commission on Radiation Units and Measurements. Außerdem war er Mitglied der Internationalen Strahlenschutzkommission und in den Jahren 1994 bis 1998 der deutschen Strahlenschutzkommission.

## Privatleben
Herwig Paretzke ist verheiratet und hat zwei erwachsene Kinder. Er ist Mitglied im Service-Club Rotary. Nach seiner Pensionierung begab er sich mit seinem Hochsee-Katamaran Jonathan auf Weltumsegelung.